# Iris ensata
El término "Iris Japonés" (Iris ensata, incluido Iris kaempferi) abarca tres variedades de Iris cultivados en jardines o que crece silvestre en Japón: hanashōbu, kakitsubata y ayame. La especie I. japonica (con flecos o iris de cresta) se aborda en dicha partida.
El color púrpura azulado de las flores de jardín del iris japonés es un ejemplo del fenómeno de la copigmentación.

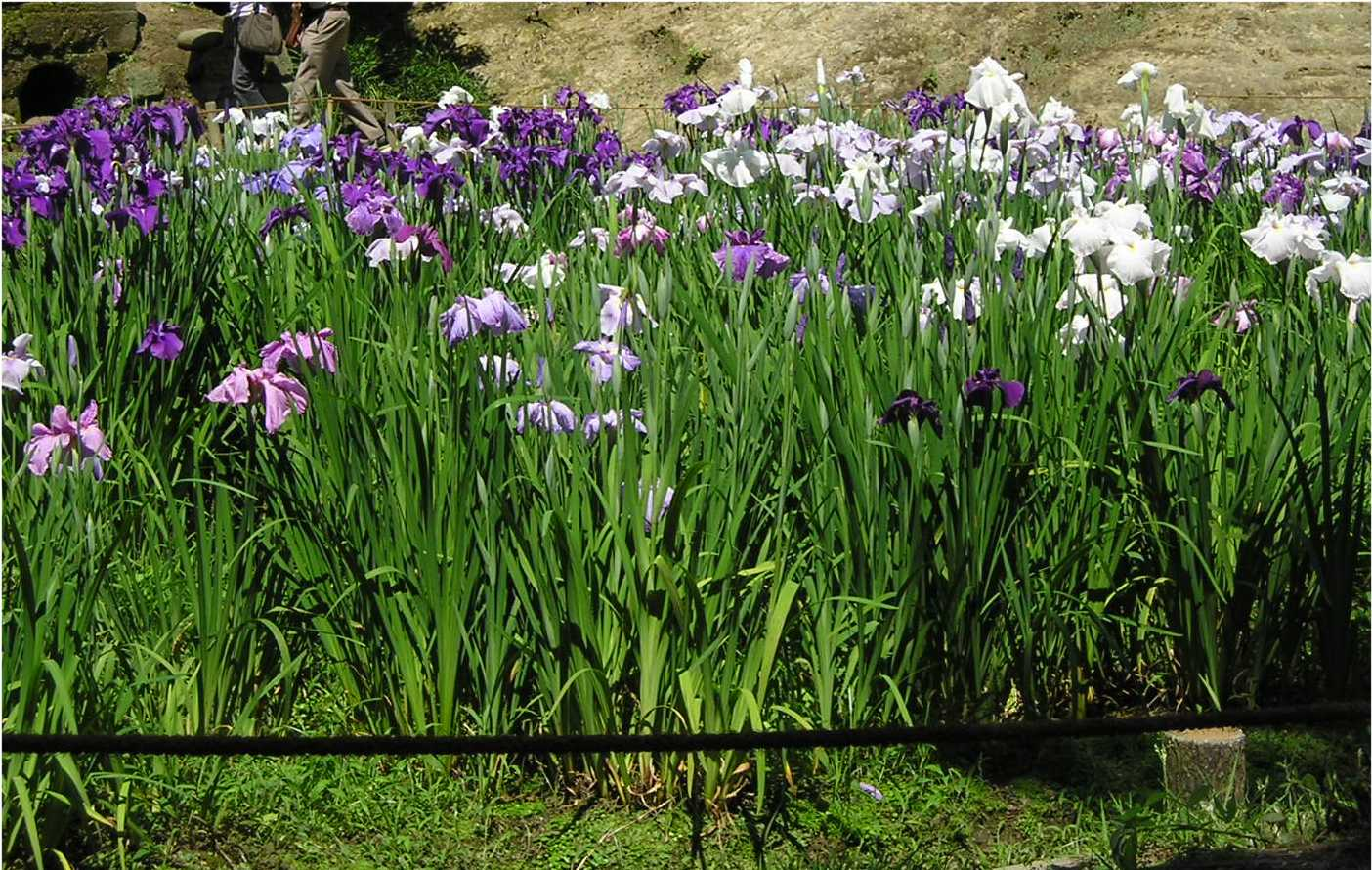
Hanashōbu en Meigetsu-in

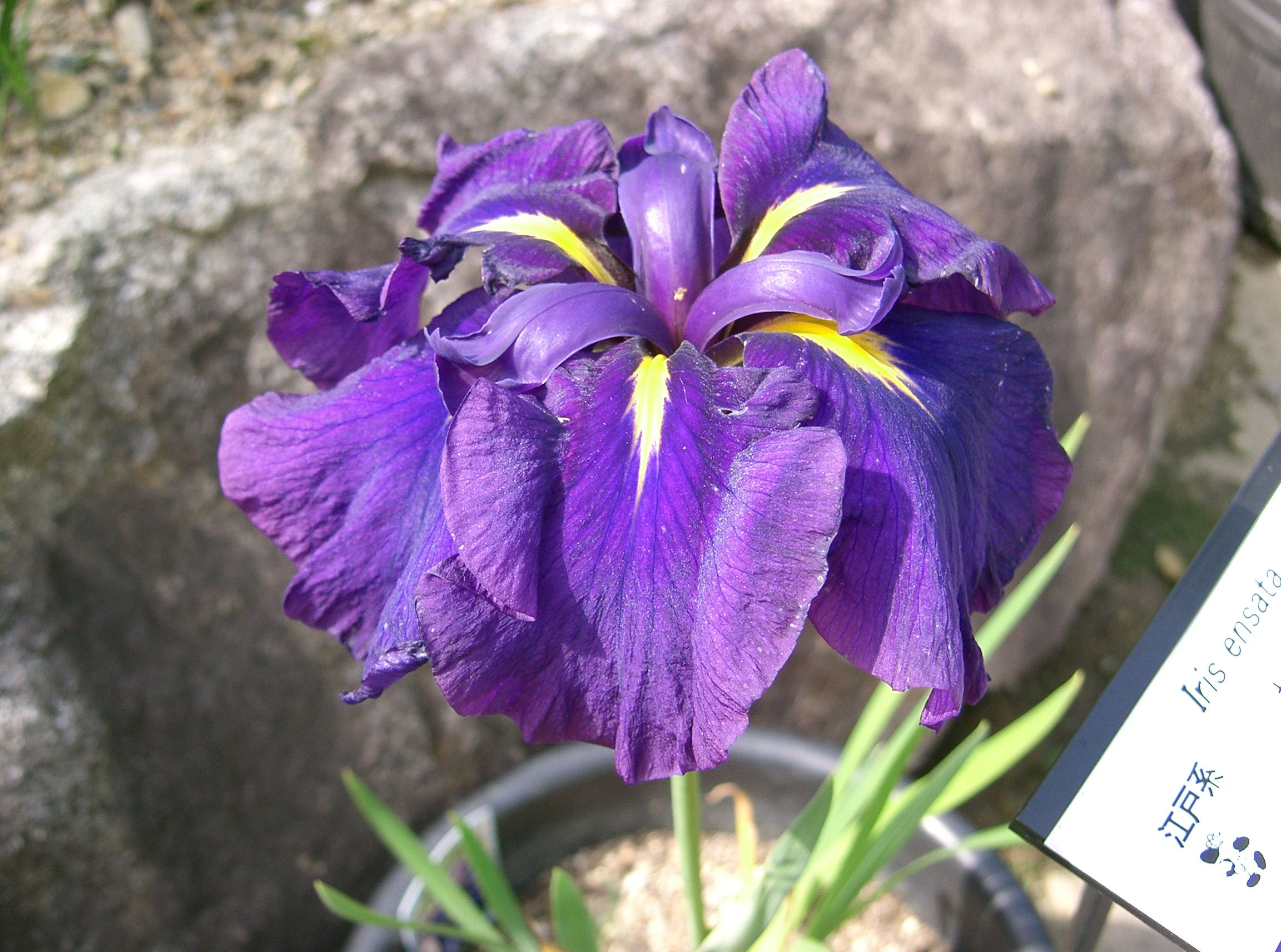
Iris ensata (incluido Iris kaempferi

## Hanashōbu
El Hanashōbu (ハナショウブ, 花菖蒲?  Iris ensata var. ensata, syn. I. ensata var. hortensis I. kaempferi) crece en la tierra húmeda y es la variedad más cultivada extensamente en los jardines japoneses. Según el lugar donde se cultiva, se clasifica en el Edo (Tokio), Higo (Prefectura de Kumamoto), Ise (Prefectura de Mie), América (EE. UU.) y otras series. Se cultiva ampliamente en jardines por todas las  zonas templadas. Varios cultivares han sido seleccionados, de los cuales 'Rose Queen' y 'Variegata' han ganado el Award of Garden Merit de la Royal Horticultural Society.

## Kakitsubata
El Kakitsubata (link to article in Japanese) (カキツバタ, 杜若?  Iris laevigata) crece en terrenos semi-húmedos y es menos popular, pero también se cultiva ampliamente.
Es la flor símbolo de la Prefectura de Aichi debido a los poemas tanka que se dice que se han escrito en esta área durante la periodo Heian, tal como aparece en Los cuentos de Ise por Ariwara no Narihira (tenga en cuenta que las sílabas que comienzan son "ka-ki-tsu-ha (ba)-ta"):
| Texto original                                                 | Pronunciación                                                                    | Significado                                                                         |
| -------------------------------------------------------------- | -------------------------------------------------------------------------------- | ----------------------------------------------------------------------------------- |
| から衣 きつゝなれにし つましあれば はるばるきぬる たびをしぞ思 | Karakoromo Kitsutsu narenishi Tsuma shi areba, Harubaru kinuru Tabi o shizo omou | He llegado tan lejos en este viaje esta vez y pensar en mi esposa que dejé en Kioto |

Kakitsubata en el Santuario Ōta, Kioto, es un Tesoro Natural Nacional. Ya se registró en untanka por Fujiwara Toshinari también en el periodo Heian:
| Texto original                                        | Pronunciación                                                            | Significado |
| ----------------------------------------------------- | ------------------------------------------------------------------------ | --- |
| 神山や大田の沢のかきつばた ふかきたのみは色に見ゆらむ | Kamiyama ya ōta no sawa no kakitsubata Fukaki tanomi wa iro ni miyu ramu | Similar al kakitsubata en el humedal Ōta, un cielo enviado por Dios, mi confianza en ti se puede ver en el color de sus flores. |

## Ayame
El Ayame (アヤメ, 菖蒲, 文目?  Iris sanguinea) es el iris normalmente en estado silvestre en las tierras secas en Japón.

## Características
| Clasificación | Color de la flor            | Hojas                                 | Caract. de la flor | Localización                  | Época de floración                       |
| ------------- | --------------------------- | ------------------------------------- | ------------------ | ----------------------------- | ---------------------------------------- |
| Hanashōbu     | Rojo púrpura, morado, etc.  | arteria definida                      | Muestra sin red    | Humedal                       | A principios de junio - finales de junio |
| Kakitsubata   | Azul, púrpura, blanco, etc. | arteria pequeña                       | Muestra sin red    | En el agua o la tierra húmeda | mediados de mayo - finales de mayo       |
| Ayame         | Púrpura, raramente blancas  | La arteria principal no está definida | Muestra red        | Tierra seca                   | A principios de mayo - mediados de junio |

Nota: La especie Acorus calamus, llamado Shōbu (ショウブ, 菖蒲) en japonés, es una planta que pertenece a la familia de Acoraceae, el género Acorus, conocida por sus raíces aromáticas, en lugar de sus flores.